# Будь ласка, крихітко, будь ласка
«Будь ласка, крихітко, будь ласка» («Please Baby Please») — американська кінодрама 2022 року, знята режисером Амандою Крамер.

## Сюжет
Мангеттен, 1950-ті. Після того, як молодята Сьюз і Артур стають випадковими свідками вбивства, вони самі потрапляють під приціл банди грізерів.

## У ролях
- Андреа Райзборо — Сьюз
- Гаррі Меллінг — касир Артура/Біжу 52
- Карл Глусман — Тедді
- Демі Мур — Морін
- Раян Сімкінс — Дікі
- Джейк Чой — Лона
- Карім Салех — Джина
- Метт Д'Елія — Реймонд
- Джейк Сідні Коен — Рассел
- Коул Ескола — Біллі
- Джаз Сінклер — Джоанна
- Аліса Торрес — Іда
- Єдойє Тревіс — Лес
- Маркіз Родрігес — Бейкер
- Дана Ешбрук — Кел
- Мері Лінн Райскаб — Лоїс

## Знімальна група
- Режисерка — Аманда Крамер
- Сценарій — Аманда Крамер, Ноель Девід Тейлор
- Продюсери — Роб Паріс, Гюль Каракіз, Девід Сільвер, Майк Візерілл
- Оператор-постановник — Патрік Мід Джонс
- Монтаж — Бенджамін Ширн
- Композитор — Джуліо Кармассі, Браян Скарі